# Arbostola
Arbostola là một chi bướm đêm thuộc họ Noctuidae.